# Narancshomlokú aratinga
A narancshomlokú aratinga (Eupsittula canicularis) a madarak osztályának papagájalakúak (Psittaciformes) rendjébe és a papagájfélék (Psittacidae) családjába tartozó faj.

## Rendszerezése
A fajt Carl von Linné svéd természettudós írta le 1758-ban, a Psittacus nembe Psittacus canicularis néven. Korábban az Aratinga nembe sorolták Aratinga canicularis néven.

## Alfajai
- Eupsittula canicularis canicularis (Linnaeus, 1758)
- Eupsittula canicularis clarae R. T. Moore, 1937
- Eupsittula canicularis eburnirostrum (Lesson, 1842)

## Előfordulása
Mexikó, Costa Rica, Guatemala, Honduras, Nicaragua, Salvador és Puerto Rico területén honos. Természetes élőhelyei a szubtrópusi vagy trópusi síkvidéki esőerdők, mocsári erdők, száraz erdők, szavannák és cserjések, valamint ültetvények és másodlagos erdők. Nomád faj.

## Megjelenése
Testhossza 25 centiméter, testtömege 68-80 gramm.

## Szaporodása
Fészekalja 2–3 fehér tojásból áll.

## Természetvédelmi helyzete
Az elterjedési területe nagyon nagy, egyedszáma pedig stabil. A Természetvédelmi Világszövetség Vörös listáján sebezhető fajként szerepel.